# Pellet
Pellet是一种基于Tableau算法的描述逻辑推理机，由美国马里兰大学（College Park分校）的MindSwap实验室开发。
Pellet是基于Java的开放源码系统。目前，Pellet支持OWL 1.1。